# UEFA

Kaart van de verschillende voetbalbonden, lidstaten van de UEFA zijn weergegeven in blauw

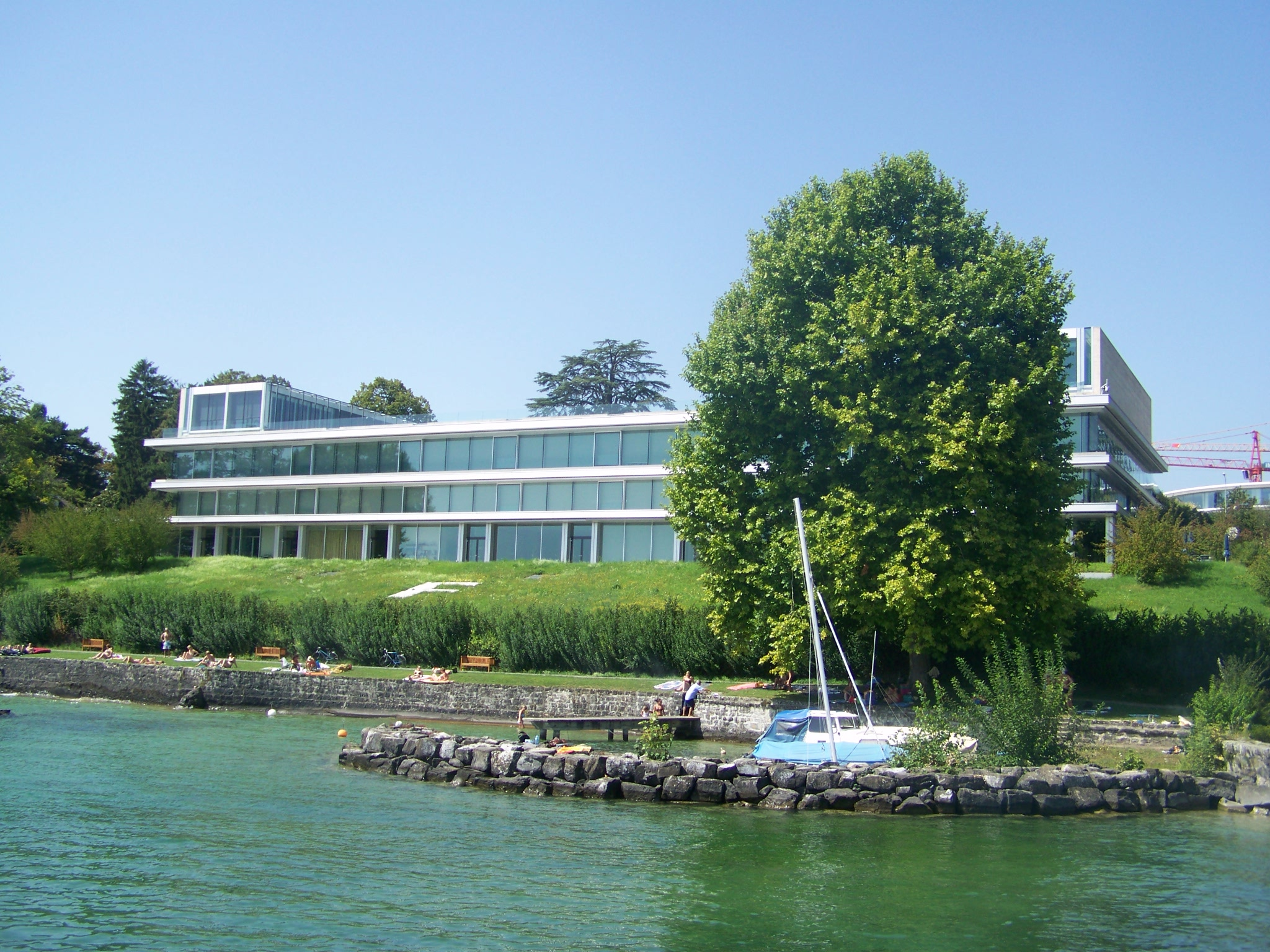
Hoofdzetel van de UEFA in Nyon

De Union of European Football Associations (UEFA), is het controlerend orgaan voor voetbal tussen Europese voetbalteams. Het vertegenwoordigt de nationale voetbalbonden van Europa, organiseert clubcompetities in Europa (UEFA Champions League, UEFA Europa League, UEFA Europa Conference League, et cetera) en beheert het prijzengeld, regels en mediarechten voor deze competities. Het is een van de zes continentale organisaties van de FIFA.
Van alle continentale organisaties is de UEFA de sterkste in termen van rijkdom en invloed. Bijna alle topvoetballers in de wereld spelen in een Europese competitie vanwege de hoge salarissen in de rijke voetballanden zoals Engeland, Italië en Spanje.
Ook veel van de sterkste landenteams bevinden zich in Europa. Van de 32 landenteams die mochten strijden tijdens het WK voetbal 2010 kwamen er 13 uit Europa.

## Geschiedenis
De UEFA werd op 5 juni 1954 opgericht in Bazel, Zwitserland. Het hoofdkwartier stond tot 1959 in Parijs, maar verhuisde daarna naar Bern. Sinds 1995 is het hoofdkantoor van de UEFA gehuisvest in Nyon, Zwitserland.
De UEFA bestond oorspronkelijk uit 25 voetbalbonden. De voetbalbond van Kosovo werd op 3 mei 2016 opgenomen als 55ste lid.

## Voorzitters
| Naam               | Nationaliteit | Termijn    |
| ------------------ | ------------- | ---------- |
| Ebbe Schwartz      | Denemarken    | 1954–1963  |
| Gustav Wiederkehr  | 0Zwitserland  | 1962–1972  |
| Artemio Franchi    | Italië        | 1972–1983  |
| Jacques Georges    | Frankrijk     | 1983–1990  |
| Lennart Johansson  | Zweden        | 1990–2007  |
| Michel Platini     | Frankrijk     | 2007–2016  |
| Aleksander Čeferin | Slovenië      | 2016–heden |

De voorzitters van de UEFA zijn tevens vicevoorzitter van de FIFA.

## Secretarissen-generaal
| Naam                 | Nationaliteit | Termijn    |
| -------------------- | ------------- | ---------- |
| Henri Delaunay       | Frankrijk     | 1954–1955  |
| Pierre Delaunay      | Frankrijk     | 1956–1960  |
| Hans Bangerter       | 0Zwitserland  | 1960–1989  |
| Gerhard Aigner       | Duitsland     | 1989–2003  |
| Lars-Christer Olsson | Zweden        | 2003–2007  |
| Gianni Infantino     | 0Zwitserland  | 2007       |
| David Taylor         | Schotland     | 2007–2009  |
| Gianni Infantino     | 0Zwitserland  | 2009–2016  |
| Theodore Theodoridis | Griekenland   | 2016–heden |

## Erevoorzitters
| Naam              | Nationaliteit | Periode   |
| ----------------- | ------------- | --------- |
| Lennart Johansson | Zweden        | 2007–2019 |

## UEFA-competities

### Voor clubs
Huidige clubcompetities:
- UEFA Champions League (sinds 1992, opvolger Europacup I)
- UEFA Europa League (sinds 2009, opvolger UEFA Cup)
- UEFA Europa Conference League (sinds 2021)
- UEFA Super Cup (sinds 1973)
- UEFA Women's Champions League (sinds 2001)
- UEFA Futsal Champions League (tot 2018 UEFA Futsal Cup genaamd)
- UEFA–CONMEBOL Club Challenge (sinds 2023)

Voormalige clubcompetities:
- Europacup I (van 1955 tot 1992)
- UEFA Beker voor Bekerwinnaars (van 1960 tot 1998, ook wel bekend als Europacup II)
- UEFA Cup (van 1971 tot 2009 (tot 1999 ook wel bekend als Europacup III), opvolger Jaarbeursstedenbeker)
- UEFA Intertoto Cup (van 1995 tot 2009)

| Jaren       | Competitie            | Competitie         | Competitie                    | Competitie                    |
| ----------- | --------------------- | ------------------ | ----------------------------- | ----------------------------- |
| 1955 - 1970 | Europacup I           | Europacup II       | Jaarbeursstedenbeker          | Intertoto Cup                 |
| 1971 - 1991 | Europacup I           | Europacup II       | Europacup III                 | Intertoto Cup                 |
| 1992 - 1994 | UEFA Champions League | Europacup II       | Europacup III                 | Intertoto Cup                 |
| 1995 - 1998 | UEFA Champions League | Europacup II       | Europacup III                 | UEFA Intertoto Cup            |
| 1999 - 2008 | UEFA Champions League | UEFA Cup           | UEFA Cup                      | UEFA Intertoto Cup            |
| 2009 - 2021 | UEFA Champions League | UEFA Europa League | UEFA Europa League            | UEFA Europa League            |
| 2021 - 2025 | UEFA Champions League | UEFA Europa League | UEFA Europa Conference League | UEFA Europa Conference League |

### Voor landenploegen
- Europees kampioenschap voetbal mannen
- Europees kampioenschap voetbal mannen onder 21
- Europees kampioenschap voetbal mannen onder 19
- Europees kampioenschap voetbal mannen onder 17
- Europees kampioenschap voetbal vrouwen
- Europees kampioenschap voetbal vrouwen onder 19
- Europees kampioenschap voetbal vrouwen onder 17
- Europees kampioenschap zaalvoetbal (mannen)
- UEFA/CAF Meridian Cup
- UEFA Nations League
- UEFA Women's Nations League
- CONMEBOL–UEFA Cup of Champions